# Apum

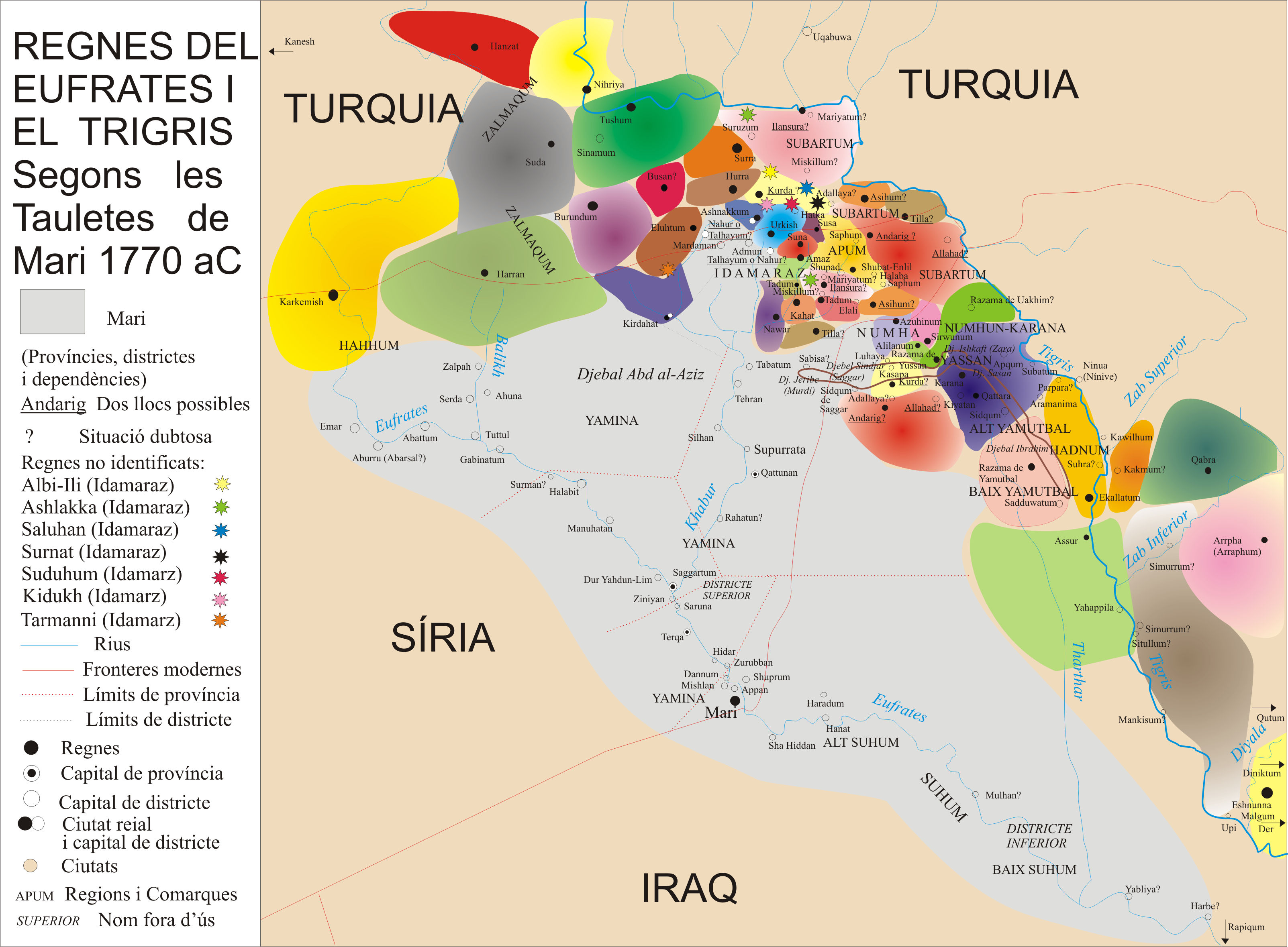
Mapa

Apum fou el nom donat a la regió (entre Saphumn i Harasa) centrada en la ciutat de Shehna o Sehna, despoblada vers el 2200 aC i repoblada vers el 1900 aC sent rebatejada Shubat-Enlil, sent capital de l'imperi de l'Alta Mesopotàmia organitzat per Shamsiadad i que amb prou feines va sobreviure a la mort del seu fundador el 1775 aC. La regió d'Apum es considerava dins l'Idamaraz o triangle del Khabur.
En aquest territori es van trobar Sharraya de Razama i Zimrilim de Mari mentre Qarni-Lim d'Andarig, el tradicional estat enemic de Zamrilim, garantia la seva seguretat i vigilava també Yussan (les terres de Sharraya).
Des de 1772 aC Ishme-Dagan d'Ekallatum, successor de Shamsiadad, va perdre la ciutat que apareix en mans de Turum-Natki o Tarip-Natki que no se sap com va agafar el poder. És possible que fos un oficial reial que hagués agafat el poder amb ajut de Quimri-Lim d'Andarig, perquè vers 1771 aC aquest sobirà nomenava rei d'Apum a Haya-Abum, fill de Turum-Natki. Haya-Abum és esmentat en una carta pel general elamita Kunnam, i el considera el seu igual; Haya-Abum fou assassinat per La-Awil-Addu (general d'Atamrum d'Allahad) en una data que podia ser el 1770 o el 1765 aC. Llavors s'esmenta un altre rei, amb el nom de Zuzu, igualment imposat per Qarni-Lim i que va morir als pocs mesos o setmanes de pujar al tron, al caure de la muralla. El regne d'Apum fou disputat quedant ocupat pels elamites fins vers el 1765 aC quan va passar a Atamrum d'Allahad
Les tauletes de Mari esmenten les dificultats que en aquesta zona creaven els khaneus (nòmades pastors) esmentats generalment a les tauletes com els "hana".
Atamrum va dominar Shubat-Enlil fins vers 1761 aC i després el seu fill Himdiya. Des de vers el 1761 aC a 1750 aC no hi ha cap informació sobre la ciutat; la situació sembla haver-se estabilitzat. Els documents trobats al palau esmenten tres governants, que semblen pertànyer a una nissaga originada en Dari-Epuh, que si va ser rei seria en el període sense notícies quan s'hauria apoderat del govern i l'hauria pogut mantenir.
En aquest temps el territori d'Apum era relativament petit, limitat a la plana del Khabur, i es van fer campanyes cap a l'est i al sud i hauria arribat a estendre la seva àrea fins a Hamoukar. Els seus reis es titulaven "reis d'Apum". El rei Mutija hauria succeït al seu germà Dari-Epuh vers el 1750 aC. Mentre estava al poder els seus dos nebots dirigien les marques frontereres. Un d'aquests nebots, Till-Abnu, el va succeir en el tron en data desconeguda, i va renovar un tractat amb els comerciants d'Assur que vivien en un barri separat (n'havien estat expulsats durant l'ocupació elamita). El va succeir vers el 1728 aC el seu germà Akun-Ashar o Iakun-Asar (Jakun-Asar).
En aquests anys la ciutat va prosperar, però això es va acabar el 1726 aC quan fou saquejada per Samsu-iluna de Babilònia i el rei Akun-Ashar va morir en la lluita. La ciutat fou abandonada i ja mai més es va tornar a ocupar.
El rei de Susa, Shubram, portava (vers 1765 aC) el títol de rei de Susa i de la terra d'Apum, però no és probable que exercís el domini sobre aquest territori i, en tot cas, si era quelcom més que un títol en el qual es volia reivindicar una possessió, es referiria només a una part de la comarca.